# Eudorylas tadzhikorum
Eudorylas tadzhikorum är en tvåvingeart som beskrevs av Kuznetzov 1990. Eudorylas tadzhikorum ingår i släktet Eudorylas och familjen ögonflugor. Inga underarter finns listade i Catalogue of Life.